# Johnny Unitas
John Constantine Unitas (Pittsburgh, Pensilvania, Estados Unidos, 7 de mayo de 1933-Baltimore, Maryland, Estados Unidos, 11 de septiembre de 2002), más conocido simplemente como Johnny Unitas, fue un jugador profesional de fútbol americano. Jugó en la posición de quarterback con los Pittsburgh Steelers, Baltimore Colts la mayoría de su carrera y los San Diego Chargers de la National Football League, durante 19 años. Fue nombrado el jugador más valioso en 1959, 1964 y 1967. Por 52 años, tuvo el récord de más juegos consecutivos con un pase de touchdown (entre 1956-1960). Su marca de pases de touchdown en 47 partidos consecutivos impuesta entre 1956 y 1960 permaneció sin ser superada hasta la temporada 2012 por Drew Brees, quarterback de los New Orleans Saints, el 7 de octubre. Unitas fue el prototipo de una era moderna de quarterback con un pase fuerte de juego, carisma y amplia popularidad. Es considerado en la NFL, como uno de los mejores jugadores de la historia de este deporte de todos los tiempos.
En la lista de los 100 mejores jugadores de la historia de la NFL publicada en noviembre de 2010, Unitas fue ubicado como el segundo mejor QB de todos los tiempos, solo detrás de Joe Montana, quarterback de los San Francisco 49ers

## Biografía
John Constantine Unitas fue hijo de Francis J. Unitas y Helen Superfisky, ambos eran descendientes lituanos en Pittsburgh, Pensilvania en 1933 y creció en el vecindario de Mt. Washington. Su padre falleció cuando Johnny tenía cinco años por insuficiencia cardiovascular y renal, complicada con neumonía. Él fue mantenido por su mamá que tenía dos trabajos para sostener a su familia. Su nombre poco común fue el resultado de la traducción fonética de un nombre común lituano: Jonaitis. Asistiendo al St Justin's High School, Unitas jugada halfback y quarterback. Después de la secundaria, Unitas miró la oportunidad de jugar futbol en el colegio. La Universidad de Louisville lo trajo y Unitas dejó su casa para ir a Kentucky.

## Carrera

### Universidad
En sus años juveniles, Unitas soñaba con ser parte de los Fighting Irish de Notre Dame, pero cuando el trató de pertenecer a ellos, el entrenador simplemente le dijo que era muy flaco y que lo "matarían" en cuando pisará el campo. Rotunda equivocación.
En sus cuatro años de carrera en Louisville Cardinal, Unitas completó 245 pases para 3139 yardas y 27 touchdowns. Reportado como de 6 pies y con un peso de 145 libras, Unitas en su primer día de práctica en Louisville. Su primera temporada como titular fue en el quinto juego de la temporada de 1951 contra St. Bonaventure. En ese juego, el hombre lanzó once pases consecutivos y tres touchdowns (anotaciones) para darle el triunfo a los Cardinals 21-19. Luego Louisville perdería un juego 22-21 en un disputado gol de campo, pero habían encontrado un quarterback con talento. Unitas completó 12 de 19 pases para 240 yardas y cuadro touchdowns en la victoria de 35-28 contra Houston. El equipo terminó la temporada 5-5 y 4-1 con Unitas iniciando como quarterback. Como estudiante de primer año, Unitas completó 46 de 99 pases para 602 yardas y nueve touchdowns.
Para la temporada de 1952, la Universidad decidió restructurar los deportes. El nuevo presidente de Louisville, Dr. Philip Grant Davidson, redujo el apoyo atlético y modificó los standares académicos para los atletas. Como resultado, 15 jugadores no completaron los nuevos standares exigidos y perdieron sus becas escolares. Pero Unitas mantuvo su beca por tomar una nueva elección: baile rítmico. En 1952, el entrenador de campo enfocó al equipo de fútbol de dos maneras. Unitas no solo jugaba de safety o de linebacker en la defensa y de quarterback en la ofensiva y como regresador de los equipos especiales. Los Cards, ganaron su primer juego contra Wayne State y a Florida State en el segundo juego. Unitas completó 16 de 21 pases para 198 yardas y tres touchdowns. Esto hizo que Unitas fuera el show en el juego contra Florida State cuando el daría un pase entre sus piernas por 15 yardas. El resto de la temporada fue de lucha para los Cards, quienes terminaron 3-5. Unitas completó 106 de 198 pases para 1540 yardas y 12 touchdowns en su año de estudiante de segundo grado.
El equipo ganó su primer juego en 1953, contra Murray State, perdiendo el resto para un récord de 1-7. Uno de los juegos más memorables de esta temporada fue cuando se perdió ante Tennessee 59-6. Unitas completó 9 de 19 pases para 73 yardas, corrió 9 veces para 52 yardas y tuvo 6 regresos para 85 yardas, un punto por tres yardas y un 86% de tacleadas del equipo. El único touchdown del equipo fue anotado en el cuarto cuando Unitas hizo una finta de que iba a correr con el balón. De esta manera salió del campo, recibiendo una ovación. Cuando llegó al vestidor, encontró que su jersey y sus hombreras habían sido cortadas para no proteger sus brazos. Louisville terminó la temporada con una derrota de 20-13 contra Eastern Kentucky. En su año de júnior, Unitas completó 49 de 95 pases para 470 yardas y tres touchdowns.
Unitas fue elegido capitán para la temporada de 1954, pero debido a una lesión no jugó mucho tiempo. Su primer inicio fue en el tercer juego de la temporada contra Florida State. De los 34 hombres del equipo, 21 eran de primer año. En 1954, los Cardenales tuvieron récord de 3-6, ganando su último juego en casa contra Morehead State. Unitas tuvo varias lesiones en su año de sénior con 527 yardas de pase, finalizando segundo detrás de Jim Houser con 560.

### NFL

#### Pittsburgh Steelers
Después del college, los Pittsburgh Steelers (Acereros de Pittsburgh), draftearon a Unitas en la novena ronda. Por lo tanto Unitas, fue relegado antes del inicio de la temporada como un hombre viejo fuera de los cuatro quarterbacks que trataban de obtener los tres puestos. El entrenador en jefe de los Steelers, Walt Kiesling no tenía en mente a Unitas. Había comentado que no era inteligente para ser quarterback en un equipo de la NFL y a Unitas nunca le dieron oportunidad de practicar con los Steelers. Se arrepentiría toda su vida de este comentario. Entre esta nerviosidad de Unitas de estar prácticamente fuera, fue superado por Ted Machibroda futuro quarterback por largo tiempo de la NFL y entrenador en jefe de la NFL. Fuera del fútbol profesional, Unitas, en ese tiempo ya casado, trabajó en la construcción en Pittsburgh para mantener a su familia. Los fines de semana, jugaba de quarterback, safety y como puntero en un equipo semi-profesional llamado los Bloomfiel Rams (carneros) recibiendo 6 dólares por juego.

#### Baltimore Colts
En 1956, Unitas se unió a los Baltimore Colts de la NFL, (hoy Indianápolis Colts) y bajo el legendario entrenador Weeb Ewbank, después de responder en el último minuto a unirse con Bloomfield Rams, en donde el liniero Jim Deglau, un croata trabajador del acero con una vida muy parecida a la de Unitas, llegando al esquema de selección de los Colts. El par obtuvo dinero de los amigos para pagar la gasolina y hacer el viaje. Deglau diría más tarde a un reportero después del fallecimiento de Unitas. "El tío no vendrá. El cayó como anillo al dedo con los Colts y no pensamos que le pasara algo malo". Los Colts firmaron a Unitas antes que los Cleveland Browns quienes se molestaron y estaban esperanzados en reivindicar al contratar al quarterback acerero para su relanzamiento.
Unitas hizo su debut en la NFL con una insospechada aparición "mop-out" contra Detroit Lions, yendo 0-2 con una intercepción. Dos semanas más tarde, el quarterback titular George Shaw sufrió una fractura de su pierna contra los Chicago Bears (Osos). En su primera acción seria, Unitas dio un pase el cual fue interceptado y regresado para un touchdown. Al regresar del medio tiempo, en la siguiente jugada un fumble (balón suelto) fue recuperado por los Bears. Unitas tuvo un registro de 58-27, liderando a los Colts cuando jugaron contra Green Bay Packers, y su primera victoria fue sobre Cleveland. El dio nueve pases para touchdown en ese año, incluyendo uno en la temporada final que fue titular con récord de 47 juegos. Su porcentaje de pases completos fue de 55.6 un récord para novato.
En 1957, su primera temporada como quarterback titular de los Colts, Unitas finalizó primero en la NFL en yardas pasadas con 2550, y en pases para touchdowns con 24 y ayudando a que los Colts tuvieran un récord de 7-5, la primera temporada ganadora para la historia de la franquicia. Al término de la temporada, Unitas fue nombrado el Jugador Mas Valioso por la Empresa y Asociación de Periódicos (NEA).
Unitas continuó progresando en 1958 con 2007 yardas de pase y 19 touchdowns cuando los Colts ganaron el título de la Conferencia del Oeste. Los Colts, ganaron el título de la NFL bajo el liderazgo de Unitas el 28 de diciembre de 1958, derrotando a los New York Giants 23-17 en muerte súbita. Fue el primer juego decidido en tiempo extra en la historia de la NFL y es frecuentemente recordado como "el más grande juego jamás jugado". El partido fue nacionalmente televisado por la NBC y esto hizo que aumentará la popularidad del fútbol profesional durante la década de los años 1960
En 1959, Unitas fue nominado por la NFL como MVP por la Associated Press (AP) y UPI por primera vez, siendo el líder en la NFL en yardas por pase (2899), pases de touchdown (anotaciones: 32) y completados (193). Unitas fue el líder con los Colts para repetir el campeonato, derrotando otra vez a New York Giants 31-16 en el juego del título.
El premio AP fue considerado como el premio MVP, adoptando su abreviatura en 1961. The Associated Press le había llamado en el pre-1961 'Jugador del año' su MVP hasta el 2008, cuando revelaron que habían tenido ciertos errores en sus listas, cuando el nominado fue Jim Brown en 1958, Jugador del Año más bien que Gino Marchetti y que Unitas fue el verdadero ganador en 1959, no Y.A. Title. Pero los correctos ganadores "descubiertos" por AP en 1961 fueron necesariamente "MVP" y aclamados en diferentes premios. Sin embargo, UPI también votó por Unitas para el premio y fue debido a que en la historia deportiva "MVP" y "Player of he Year" eran términos que eran intercambiables.
Cuando se iniciaban los años 1960, la fortuna de los Colts (y totales ganados) declinó. Lesiones a jugadores clave como Alan Ameche, Raymond Berry y Lenny Moore contribuyeron a este factor. La racha de Unitas fue de 47 juegos dando al menos un touchdown la cual finalizó contra Los Angeles Rams en la semana 11 de la temporada de 1960. Después de esto, Unitas llegó a las 3000 yardas como pasador, marcando la primera vez en el líder de la liga en pases para touchdown por cuarta temporada consecutiva.
Después de tres temporadas y media, el dueño de los Colts Carroll Rosenbloom despidió a Weeb Ewbank y fue reemplazado por Don Shula quién en ese tiempo era el entrenador en jefe más joven en la historia de la NFL (33 años cuando fue contratado). Los Colts finalizaron 8-6 en la primera temporada de Shula, llegando a la tercera plaza de la NFL en la Conferencia del Oeste, pero ellos finalizaron la temporada con una fuerte nota, al haber ganado los últimos tres partidos. Esta temporada fue un suceso para la personalidad de Unitas como el líder de la NFL en yardas pasadas con el mejor total en su carrera de 3481 y también en pases completos con 237.
La temporada de 1964, fue el regreso de los Colts a la cima de la Conferencia del Oeste. Después de caer en el juego inicial de la temporada los Minnesota Vikings, los Colts tuvieron una racha ganadora de 10 victorias, finalizando con un récord de 12-2. Esta temporada fue una de las mejores de Unitas, finalizando con 2824 yardas en pase, el mejor 9.26 por pase y 19 pases para touchdown con solo seis intercepciones. Fue nombrado el MVP de la NFL por AP y por UPI por segunda vez. Por lo tanto, la temporada finalizó con una decepcionante actuación de los Colts cuando fueron superados por los Cleveland Browns en 1964 en el juego del Campeonato de la NFL, perdiendo 27 a cero.
Unitas tuvo una tórrida temporada en 1965, con 2530 yardas, 23 touchdowns y finalizó con el más alto promedio en la liga y en su carrera en pase con 97.1 pero él perdió el balance en esa temporada por una lesión en la rodilla en la semana 12 y perdiendo ante los Bears. Muchos rompecorazones lo siguieron en 1965. Los Colts y los Packers finalizaron empatados en el primer lugar de la Conferencia del Oeste y el juego de play-off fue jugado en Green Bay para decidir quién iría a representar a la conferencia en el juego de campeonato de la NFL. Los Colts perdieron en tiempo extra 13-10 debido en gran parte al empate del juego por gol de campo por Don Chandler que muchos dijeron que fue incorrectamente dado por bueno. El backup quarterback Gary Cuozzo, también sufrió una lesión que lo hizo perder la temporada en la siguiente semana y el corredor Tom Matte tuvo que jugar como el QB (quarterback) de urgencia al fin de la temporada regular y el playoff perdido ante los Packers. Unitas, saludable otra vez consiguió 2748 yardas y 22 touchdowns en 1966 y su regreso al Pro Bowl. Él fue el más alto promedio de la Liga con 24 interceptaciones.
Después de finalizar otra vez en segundo lugar en la Conferencia del Oeste en 1966, los Colts finalizaron 11-1 en 1967 y empatando con Los Angeles Rams para el mejor récord de la NFL. Ganando su tercer MVP por AP y UPI en 1967 (y su segundo de la NEA), Unitas completó el más alto porcentaje de la Liga con 58.5 pasando de 3428 yardas y 20 touchdowns. Empezó a desarrollar el codo del tenista y tuvo 8 intercepciones y solo tres pases de touchdowns en los cinco juegos finales. Otra vez la temporada rompió corazones para los Colts quedando fuera del novedoso formato instituido por la NFL para cuatro equipos en el playoff perdiendo la división contra los Rams, 34-10 en ruta hacia el final de la temporada regular.
En el juego final de la postemporada en 1968, los músculos de los brazos de Unitas fueron lastimados cuando fue golpeado por un miembro de la defensiva de los Dallas Cowboys. Unitas escribe en su biografía que sintió que su brazo fue inicialmente lesionado por el uso de la "bola nocturna" que la NFL tuvo como prueba para mejor visibilidad en la TV durante los juegos nocturnos. En una entrevista posterior al juego el año previo, notó que tenía dolor constante en el codo por varios años previos. No quería estar sentado en la banca en esa temporada. Pero los Colts marcharon con el mejor récord de la liga con 13-1estando como quarterback y último NFL MVP de 1968, Earl Morrall. Estando lesionado una buena parte de esa temporada, Unitas vino de la banca a jugar el Super Bowl III el famoso juego donde Joe Namath garantizaba a los New York Jets que ganarían con su sabiduría convencional. La inserción de Unitas, fue un movimiento de desesperación para frenar el dominio de la NFL sobre la pujante AFL. Finalmente, los Colts ganaron el campeonato de la NFL en 1968, pero perdieron el Super Bowl ante el campeón de la AFL, los New York Jets. Unitas ayudó poniendo a los Colts en el marcador con una tardía anotación en el juego. Él había jugado a partir del tercer cuarto, finalizando con más yardas con pase que Morrall que había iniciado el partido.
Después de la rehabilitación del codo en la postemporada, Unitas regresó en 1969, pasando las 2342 yardas y con 20 anotaciones y 20 intercepciones, Pero los Colts tuvieron un decepcionante récord de 8-5-1 y se perdieron los playoffs.
En 1970, la NFL y la AFL se unieron en una liga y los Colts se movieron a la nueva American Football Conference solo con los Cleveland Browns y los Pittsburgh Steelers. Unitas tuvo 2213 yardas con 14 anotaciones mientras los Colts tenían récord de 11-2-1. En su primer encuentro contra los Jets, Unitas y Namath tuvieron una combinación de nueve intercepciones pero los Colts ganaron 29-22. Namath consiguió 62 pases y se fracturó la mano en la jugada final, terminando la temporada.
Unitas jugó bien en los playoffs de la AFC, lanzando para 390 yardas, tres anotaciones y sin intercepciones, en victorias sobre Cincinnati y Oakland. En el Super Bowl V contra los Dallas Cowboys fue golpeado y sacado del juego por una lesión en la costilla en el segundo cuarto, después de lanzar 75 yardas para un pase de touchdown (anotación), récord en ese Super Bowl. El había sido sacudido con dos intercepciones. Earl Morrall vino a capitanear al equipo para una victoria de último segundo 16-13. Esa fue la única victoria de SuperBowl en la carrera de Unitas
En 1971, Unitas alternaba su posición con Morrall, lanzando solo tres pases de anotación. Inició ambos juegos de playoff, ganando sobre Cleveland y enfrentando el juego de campeonato de la AFC contra los Miami Dolphins perdiendo 21-0. Unitas lanzó para tres intercepciones, siendo una de ellas regresada para un touchdown.
1972 vio a los Colts declinar hacia la mediocridad. Después de perder el juego inaugural de la temporada, Unitas estuvo involucrado en el segundo y en final de temporada regular, "cabeza con cabeza" con "Broadway" Joe Namath. El primero había sido en 1970 (ganado por los Colts 29-22). El último compromiso fue memorable. El 24 de septiembre de 1972, en el Memorial Stadium, Unitas lanzó para 376 yardas y tres anotaciones, pero Namath se sublemó bombardeando a los Colts con 496 yardas y seis anotaciones en la victoria de los Jets 44-34 su primera vez sobre Baltimore desde 1970. Después de perder cuatro de sus primeros cinco juegos, los Colts despidieron al entrenador en jefe Don McCfferty y banquearon a Unitas.
Uno de los más memorables momentos en la historia del fútbol americano vino cuando Unitas jugó el último juego con el uniforme de los Colts en el Memorial Stadium en un juego contra Buffalo Bills Unitas no inició para este juego, pero los Colts flotaron sobre los Bills 28-0; Unitas vino debido a que los aficionados gritaban; "Queremos a Unitas!!! por lo cual el entrenador en jefe ideó un plan para convencer a Unitas que iniciara como quarterback a pesar de estar lesionado. Unitas entró al campo y lanzó su último pase en casa como jugador de los Colts, un pase corto que el receptor abierto Eddie Hinton lo atrapó y lógró el touchdown ganando Baltimore 35-7.

#### San Diego Chargers
Unitas fue traspasado a los San Diego Chargers en 1973 después de tener un récord de 5-9 en 1972 con Baltimore. El reemplazó al quarterback titular de los Chargers, John Hadl. Fue reemplazado en Baltimore por Marty Domres (adquirido los San Diego Chargers) en agosto de 1972. Downes fue finalmente reemplazado por Bert Jones drafteado como el número dos. Unitas inició la temporada con derrota de 38-0 contra los Washington Redskins, lanzando solo 55 yardas con tres intercepciones y fue capturado 8 veces. Su victoria final fue iniciando en la segunda semana contra los Buffalo Bills. Unitas tuvo 10-18 para 175 yardas, dos pases para anotación y no tuvo intercepciones con victoria de 34-7. Después de la victoria contra Buffalo, observó Unitas que tenía oportunidad de ganar para San Diego. Unitas fue claro al mencionar que no era el mismo jugador de años atrás y fue muy cuestionado en el rol como iniciador después de perder contra Cincinnati Bengals en la Semana 3. Dos semanas después, lanzó para dos intercepciones antes del medio tiempo, lanzó para 19 yardas y estando 2 contra 9 otra vez contra los Pittsburgh Steelers fue reemplazado por el quarterback novato Dan Fouts "El Montañés", futuro miembro del Salón de la Fama. Después de tener un récord de 1-3 como iniciador, Unitas se retiró en la pretemporada de 1974.
Unitas finalizó con 18 temporadas en la NFL, con 2,830 pases completos en 5,186 intentos para 40,239 yardas y 290 touchdowns, con 253 intercepciones. El también corrió 1777 yardas y tuvo 13 touchdowns. Plagado por el problema de lesiones del brazo en sus últimas temporadas, tuvo más intercepciones (64) que touchdowns (38) entre 1968 y 1973. Después de tener un promedio de 215.8 yardas por juego en sus primeras doce temporadas, su producción bajo a 124.4 en las últimas seis campañas. Su índice de pasador de 82.9 bajó a 60.4 para los mismos períodos. Pero a pesar de eso, Unitas dejó récords de pase durante su carrera. Fue el quinto quarterback en lanzar más de 40,000 yardas, jugando en la era de la NFL cuando la temporada consistía entre 12 y 14 juegos (hoy son 16 juegos por campaña) y previo a los cambios en los pases actuales implementados en 1978. Tuvo 32 pases de touchdown en 1959 considerado un récord en ese tiempo, haciendo que Unitas fuera el primer quarterback en marcar 30 touchdowns en una temporada. Sus 47 juegos consecutivos lanzando para touchdown entre 1956 y 1960 fue un récord considerado como inquebrantable. La racha duró 52 años hasta que fue rota por New Orleans Saints a través del quarterback Drew Brees en un juego que fue irónicamente contra San Diego Chargers el último equipo de Unitas, el 7 de octubre de 2012.

### Días posteriores a los juegos
Después que sus días de jugador finalizaron, Unitas se instaló en Baltimore donde tenía raíces su familia mientras iniciaba carrera en el negocio de comentarista para los juegos de la NFL en la cadena CBS en los años 1970's. Fue elegido para el Salón de la Fama Profesional de Fútbol Americano en 1979. Después que Robert Irsay mudó la franquicia de los Colts a Indianápolis en 1984, el mencionó en ese día en Baltimore como "la cabalgata de media noche de Robert Irsay". Unitas se indignó cuando su uniforme fue recolocado en el equipo (el jersey con el número 19 había sido retirado por los Colts). Hubo otras inconformidades que siguieron de los Colts. Contestó al Pro Football Hall of Fame (Salón de la Fama de Fútbol Americano)en varias ocasiones (incluido en el Roy Firestone's Up Close) para ser retirado y fuera enlistado con los Baltimore Colts. El Salón de la Fama nunca contestó este reclamo. Unitas donó su memorabilia de sus Colts al Babe Ruth Museum en Baltimore. Ahora pueden visualizar en el Sport Museum en Camden Yards
Johnny Unitas fue elegido en la América Football Association's Semi Pro Football Hall of Fame en 1987.
Unitas estuvo cabildeando para otro equipo de la NFL que venía a Baltimore. Después de que la NFL regresó a Baltimore en 1996 como los Ravens (Cuervos), Unitas y muchos otros miembros de los antiguos Colts, garantizaron a los Ravens como los verdaderos sucesores de los Baltimore Colts. Unitas frecuentemente veía los juegos en casa de los Ravens en las líneas del campo. (más cuando se presentó en 1998 los Indianápolis Colts a jugar contra los Ravens), recibiendo una ovación cada vez que aparecía en M&T Bank Stadium. Él estaba frecuentemente en la yarda 30 del lado de los Ravens. Cuando la NFL celebró sus primeros 50 años, Unitas fue votado como el mejor jugador. Retirado el quarterback de los Bears (Osos) Sid Luckman dijo Unitas: "Él fue mejor que yo, mejor que Sammy Baugh, mejor que ninguno".
Unitas vivió muchos de sus años finales de su vida cojeando severamente. Debido a la lesión en el codo que sufrió durante su carrera como jugador, no podía utilizar adecuadamente la mano derecha y no podía realizar actividad física más exigente, solo el golf debido a sus rodillas artificiales.

## Vida personal
A la edad de 21 años, Unitas fue casado por su tío con su novia Dorothy Joelle el 20 de noviembre de 1954. Vivieron en Towson, Maryland y tuvieron cinco niños antes del divorcio. La segunda esposa de Unitas fue Sandra Lemon casándose el 26 de junio de 1972. Tuvieron tres niños, viviendo en Baldwin y permaneciendo casados hasta la muerte de Unitas el 11 de septiembre de 2002.

## Fallecimiento
Johnny Unitas falleció el 11 de septiembre de 2002´por muerte súbita de un ataque cardíaco masivo cuando estaba trabajando fuera del Kernan Physical Therapy Center (ahora The University of Maryland Rehabilitation & Orthopaedic Institute) en Timonium Baltimore County, Maryland, Estados Unidos. Después de su fallecimiento, muchos fanáticos de los Baltimore Ravens, (Cuervos) pidieron que la casa de los Cuervos, (que el Estado de Maryland es el dueño) fuera cambiado de nombre por el Unitas. Pero a pesar de estos requerimientos y lo lucrativo del nombre entraron otros derechos de interés por los Ravens y el banco M&T basado en New York. Por lo tanto, una estatua de Unitas fue erigida en el centro de la plaza enfrente del Estadio nombrado Unitas en su honor. Grandes banderas de la NFL y en el Salón de la Fama de los Baltimore Colts flanquean la entrada del Estadio. Towson University, donde Unitas tenía una fundación de atención para niños, nombró al complejo Johnny Unitas Stadium en reconocimiento a su carrera en el fútbol y el servicio a la Universidad.
Al final de su vida, Unitas portaba muchas lesiones físicas que había sufrido cuando era jugador. Tenía disminuido el uso de la mano derecha con los dedos medio y pulgar visiblemente desfigurados por fracturas repetidas durante los juegos.
Está sepultado en Dulaney Valley Memorial Gardens en Timonium, Maryland.

## Legado
- Unitas tuvo el récord de más apariciones en el Pro Bowl de un quarterback con 10 hasta que Brett Favre rompió el récord en 2009.
- Unitas tuvo el estándar original de más ganados como quarterback iniciador de juegos con 118 victorias en la temporada regular (ahora superado por Fran Tarkenton, Dan Marino, John Elway, Brett Favre, Peyton Manning y Tom Brady).
- Unitas fue elegido para el Pro Football Hall of Fame en 1979.
- Es el séptimo en todos los tiempos de ganador en la temporada regular de la NFL, iniciando como quarterback con 118 ganados.
- Noveno en todos los tiempos en porcentaje de ganados en una temporada regular con 64.5 cuando iniciaba los juegos.
- En 1987 fue elegido al American Football Association Semi Pro Hall of Fame.
- El número 16 que portaba Johnny Unitas en la University of Louisville es el único retirado por el programa de fútbol de dicha Universidad.
- Unitas Tower es el dormitorio de la University of Louiville es así llamada por Johnny Unitas.
- Una estatua de Johnny Unitas está colocada en el fin de la zona norte del Papa John'n Cardinal Stadium en la University of Louisville. Es tradición que cada jugador Cardenal toque la estatua antes de entrar al campo.
- Desde 1987, el premio "Johnny Unitas Golden Arm" (premio brazo de oro de Johnny Unitas), es dado al mejor quarterback en su último año en el fútbol colegial. El premio es presentado anualmente en Louisville.
- En 1999, fue clasificado en la posición número 5 por The Sporting News en una lista de los 100 más Grandes Jugadores de Fútbol Americano quedando detrás solo de otro quarterback: Joe Montana.
- En 2004, The Sporting News rankeó a Unitas como el número 1 entre los 50 más Grandes Quarterbacks, con Joe Montana como número 2.
- En 1999, ESPN en el programa "Sportscentury: 50 Greatest Athlets of the 20th Century" (50 grandes atletas del siglo XX) colocó a Unitas como número 32
- Poco antes de su fallecimiento, Johnny Unitas visitó la comunidad de atletas minusválidos en Towson, Maryland. El estadio de fútbol de Towson University, fue renombrado Johnny Unitas Stadium en 2002. Unitas falleció en menos de una semana después de lanzar su último pase en el juego de inauguración del estadio.
- Tenía el récord de más juegos consecutivos lanzando al menos un pase de touchdown con 47 juegos. Este récord fue superado por Drew Brees en 2012.
- El nieto de Unitas, J.C. Unitas fue quarterback júnior en Villanova Universitiy. El actualmente está en la Universidad de Tampa.
- El récord de más juegos consecutivos con al menos un índice de audiencia de 120 pases, era de él. Este récord fue empatado más tarde por Kurt Warner

## En la cultura popular
- En la segunda temporada del episodio "Nemesis" de la serie de TV El Fugitivo, el Dr. Richard Kimble David Janssen le dice al hijo (interpretado por Kurt Russell) del Teniente Philip Gerard Barry Morse que los chicos coleccionan cartas de Fútbol, estando perdida una de Johnny Unitas.
- Apareció como comentarista del color en 1976 en el film de Disney "Gus".
- En los Simpson en "Homie the Clown" (temporada 6) como estrella invitada actuó como sí mismo (En el aire el 12 de febrero de 1995).
- Posteriormente en el episodio "Mother Simpson" (temporada 7) fue visto en la televisión por el abuelo. (En el aire el 19 de noviembre de 1995). Ambos episodios fueron dirigidos por David Silverman.
- En 1999, Unitas fue un extra en "Runaway Bride". Él se vio durante 25 minutos en la película estando sentado en la sala.
- En 1999, Unitas fue presentado en la película "Any Given Sunday" (Un Domingo Cualquiera), como entrenador en jefe del equipo ficticio Dallas Knights.
- El juego realizado posterior a su muerte, Indianápolis Colts contra los Denver Broncos el quarterback Peyton Manning salió con un par de tacos (zapatos) de color negro como un tributo a las botas negras que usaba. La Liga amenazó a Manning con una multa de 25,000 dólares. Manning no se enganchó. Después de esta sutil amenaza, Chris Redman, un alumno de Louisville como Unitas y el quarterback de Baltimore Ravens decidieron pagar el homenaje pendiente de los zapatos durante un juego contra Tampa Bay Buccaneers.
- En el episodio "Space, Geeks y Johnny Unitas" en la primera temporada de las Aventuras de Pete y Pete, Pete está obsesionado con Unitas.
- En 2013, un proyecto de película fue anunciado como "The Baltimore Sun" llamada "Unitas We Stand" el cual el quarterback de los Cuervos de Baltimore, Joe Flacco, interpretaría a Unitas durante el campeonato de la NFL en 1958.